# Liste der Gemeinden in Neufundland und Labrador
Dies ist eine Liste der Gemeinden in der kanadischen Provinz Neufundland und Labrador.

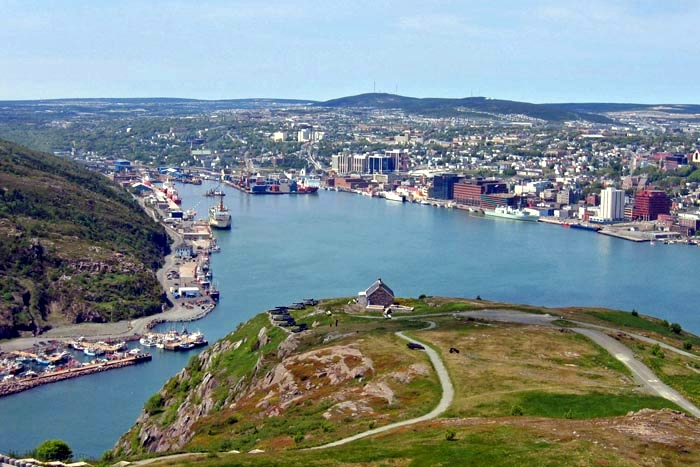
St. John’s, Hauptstadt und größte Stadt der Provinz

## Städte
Die folgende Tabelle enthält die Städte der Provinz Neufundland und Labrador mit dem Gemeindestatus City oder Town, die mehr als 2.000 Einwohner haben, und ihre Einwohnerzahlen aus den jeweiligen Volkszählungen von Statistics Canada, der nationalen Statistikagentur Kanadas. Abweichend von der Einwohnerzahl sind alle Gemeinden mit aufgenommen, welche eine Bevölkerungsdichte von mehr als 250 Einw./km² haben.
| Stadt                           | Status | Einwohner 1996 | Einwohner 2001 | Einwohner 2006 | Einwohner 2011 | Einwohner 2016 | Ew./km² |
| ------------------------------- | ------ | -------------- | -------------- | -------------- | -------------- | -------------- | ------- |
| Badger                          | Town   |                | 906            | 813            | 793            | 704            | 359,2   |
| Bay Roberts                     | Town   |                | 5.237          | 5.414          | 5.818          | 6.012          | 249,9   |
| Bishop’s Falls                  | Town   |                | 3.688          | 3.399          | 3.341          | 3.156          | 112,2   |
| Bonavista                       | Town   |                | 4.021          | 3.764          | 3.589          | 3.448          | 109,4   |
| Botwood                         | Town   |                | 3.221          | 3.052          | 3.008          | 2.875          | 191,1   |
| Burin                           | Town   |                | 2.712          | 2.483          | 2.424          | 2.315          | 67,8    |
| Carbonear                       | Town   |                | 4.759          | 4.723          | 4.739          | 4.858          | 411,5   |
| Channel-Port aux Basques        | Town   |                | 4.637          | 4.319          | 4.170          | 4.067          | 104,9   |
| Clarenville                     | Town   |                | 5.104          | 5.274          | 6.036          | 6.291          | 44,7    |
| Conception Bay South            | Town   |                | 19.772         | 21.966         | 24.848         | 26.199         | 443,3   |
| Corner Brook                    | City   | 21.895         | 20.105         | 20.083         | 19.886         | 19.806         | 133,6   |
| Deer Lake                       | Town   |                | 4.769          | 4.827          | 4.995          | 5.249          | 71,7    |
| Fogo Island                     | Town   |                | 803            | 748            | 2.395          | 2.244          | 9,4     |
| Gander                          | Town   |                | 9.651          | 9.951          | 11.054         | 11.688         | 112,1   |
| Glovertown                      | Town   |                | 2.163          | 2.062          | 2.122          | 2.083          | 29,6    |
| Grand Bank                      | Town   |                | 2.841          | 2.580          | 2.415          | 2.310          | 136,1   |
| Grand Falls-Windsor             | Town   |                | 13.340         | 13.558         | 13.725         | 14.171         | 259,2   |
| Happy Valley-Goose Bay          | Town   |                | 7.969          | 7.572          | 7.552          | 8.109          | 26,5    |
| Harbour Grace                   | Town   |                | 3.380          | 3.074          | 3.131          | 2.995          | 88,8    |
| Holyrood                        | Town   |                | 1.906          | 2.005          | 1.995          | 2.463          | 19,6    |
| Kippens                         | Town   |                | 1.802          | 1.739          | 1.815          | 2.008          | 140,3   |
| Labrador City                   | Town   |                | 7.744          | 7.240          | 7.367          | 7.220          | 186,0   |
| Lewisporte                      | Town   |                | 3.312          | 3.308          | 3.483          | 3.409          | 92,4    |
| Logy Bay-Middle Cove-Outer Cove | Town   |                | 1.872          | 1.978          | 2.098          | 2.221          | 130,9   |
| Marystown                       | Town   |                | 5.908          | 5.436          | 5.506          | 5.316          | 85,8    |
| Massey Drive                    | Town   |                | 770            | 1.170          | 1.412          | 1.632          | 658,7   |
| Mount Pearl                     | City   | 25.531         | 24.964         | 24.671         | 24.284         | 22.957         | 1.456,8 |
| New-Wes-Valley                  | Town   |                | 2.832          | 2.485          | 2.265          | 2.172          | 16,3    |
| Paradise                        | Town   |                | 9.598          | 12.584         | 17.695         | 21.389         | 723,0   |
| Pasadena                        | Town   |                | 3.133          | 3.180          | 3.352          | 3.620          | 73,6    |
| Placentia                       | Town   |                | 4.426          | 3.898          | 3.643          | 3.496          | 60,2    |
| Portugal Cove-St. Philip’s      | Town   |                | 5.866          | 6.575          | 7.366          | 8.147          | 141,9   |
| Pouch Cove                      | Town   |                | 1.669          | 1.756          | 1.866          | 2.069          | 35,5    |
| Spaniard’s Bay                  | Town   |                | 2.694          | 2.540          | 2.622          | 2.653          | 40,4    |
| St. John’s                      | City   | 101.936        | 99.182         | 100.646        | 106.172        | 108.860        | 244,1   |
| Steady Brook                    | Town   |                | 394            | 435            | 408            | 444            | 364,4   |
| Stephenville                    | Town   |                | 7.109          | 6.588          | 6.719          | 6.623          | 185,6   |
| Torbay                          | Town   |                | 5.474          | 6.281          | 7.397          | 7.899          | 226,4   |
| Twillingate                     | Town   |                | 2.611          | 2.448          | 2.269          | 2.196          | 85,3    |
| Wabana                          | Town   |                | 2.679          | 2.418          | 2.346          | 2.146          | 148,0   |

## Sonstige Gemeinden
Neben den Städten (City) gibt es in der Provinz noch 274 weitere Gemeinden, die den Status einer Town haben. Die Einwohnerzahlen dieser Gemeinden liegen dabei zwischen 5 (Tilt Cove) und 8.147 (Portugal Cove-St. Philip’s) (Stand: 2016). Die nachfolgende Auflistung enthält alle diese Gemeinden. Weiterhin gibt es noch Ansiedlungen, die nicht den Status einer City oder Town, sondern nur den eines Designated Place besitzen. Außerdem gibt es in der Provinz noch drei Reservate der First Nations, die jeweils rund 1.000 Einwohner haben.

### A
- Admirals Beach
- Anchor Point
- Appleton
- Aquaforte
- Arnold’s Cove
- Avondale

### B
- Baie Verte
- Baine Harbour
- Bauline
- Bay Bulls
- Bay de Verde
- Bay L’Argent
- Baytona
- Beachside
- Bellburns
- Belleoram
- Birchy Bay
- Bird Cove
- Bishop’s Cove
- Branch
- Brent’s Cove
- Brighton
- Brigus
- Bryant’s Cove
- Buchans
- Burgeo
- Burlington
- Burnt Islands

### C
- Campbellton
- Cape Broyle
- Cape St. George
- Carmanville
- Cartwright
- Centreville-Wareham-Trinity
- Chance Cove
- Change Islands
- Chapel Arm
- Charlottetown
- Clarenville
- Clarke’s Beach
- Coachman’s Cove
- Colinet
- Colliers
- Come By Chance
- Comfort Cove-Newstead
- Conception Harbour
- Conche
- Cook’s Harbour
- Cormack
- Cottlesville
- Cow Head
- Cox’s Cove
- Crow Head
- Cupids

### D
- Daniel’s Harbour
- Dover
- Duntara

### E
- Eastport
- Elliston
- Embree
- Englee
- English Harbour East

### F
- Fermeuse
- Ferryland
- Flatrock
- Fleur de Lys
- Flower’s Cove
- Fogo
- Forteau
- Fortune
- Fox Cove-Mortier
- Fox Harbour
- Frenchman’s Cove

### G
- Gallants
- Gambo
- Garnish
- Gaskiers-Point La Haye
- Gaultois
- Gillams
- Glenburnie-Birchy Head-Shoal Brook
- Glenwood
- Goose Cove East
- Grand le Pierre
- Greenspond

### H
- Hampden
- Hant’s Harbour
- Happy Adventure
- Harbour Breton
- Harbour Main-Chapel’s Cove-Lakeview
- Hare Bay
- Hawke’s Bay
- Heart’s Content
- Heart’s Delight-Islington
- Heart’s Desire
- Hermitage-Sandyville
- Hopedale
- Howley
- Hughes Brook
- Humber Arm South

### I
- Indian Bay
- Irishtown-Summerside
- Isle aux Morts

### J
- Jackson’s Arm
- Joe Batt’s Arm-Barr’d Islands-Shoal Bay

### K
- Keels
- King’s Cove
- King’s Point

### L
- Lamaline
- L’Anse-au-Clair
- L’Anse au Loup
- Lark Harbour
- LaScie
- Lawn
- Leading Tickles
- Lewin’s Cove
- Little Bay
- Little Bay East
- Little Bay Islands
- Little Burnt Bay
- Long Harbour-Mount Arlington Heights
- Lord’s Cove
- Lourdes
- Lumsden
- Lushes Bight-Beaumont-Beaumont North

### M
- Main Brook
- Makkovik
- Mary’s Harbour
- McIvers
- Meadows
- Middle Arm
- Miles Cove
- Millertown
- Milltown-Head of Bay d’Espoir
- Ming’s Bight
- Morrisville
- Mount Carmel-Mitchells Brook-St. Catherines
- Mount Moriah
- Musgrave Harbour
- Musgravetown

### N
- Nain
- New Perlican
- Nipper’s Harbour
- Norman’s Cove-Long Cove
- Norris Arm
- Norris Point
- North River
- North West River
- Northern Arm

### O
- Old Perlican

### P
- Pacquet
- Parkers Cove
- Parson’s Pond
- Peterview
- Petty Harbour–Maddox Cove
- Pilley’s Island
- Pinware
- Point au Gaul
- Point Lance
- Point Leamington
- Point May
- Point of Bay
- Pool’s Cove
- Port Anson
- Port au Choix
- Port au Port East
- Port au Port West-Aguathuna-Felix Cove
- Port Blandford
- Port Hope Simpson
- Port Kirwan
- Port Rexton
- Port Saunders
- Portugal Cove South
- Postville

### R
- Raleigh
- Ramea
- Red Bay
- Red Harbour
- Reidville
- Rencontre East
- Renews-Cappahayden
- Rigolet
- River of Ponds
- Riverhead
- Roberts Arm
- Rocky Harbour
- Roddickton-Bide Arm
- Rose Blanche-Harbour le Cou
- Rushoon

### S
- Sally’s Cove
- Salmon Cove
- Salvage
- Sandringham
- Savage Cove-Sandy Cove
- Seal Cove (Fortune Bay)
- Seal Cove (White Bay)
- Seldom-Little Seldom
- Small Point-Adam’s Cove-Blackhead-Broad Cove
- South Brook
- South River
- Southern Harbour
- Springdale
- St. Alban’s
- St. Anthony
- St. Bernard’s-Jacques Fontaine
- St. Brendan’s
- St. Bride’s
- St. George’s
- St. Jacques-Coomb’s Cove
- St. Joseph’s
- St. Lawrence
- St. Lewis
- St. Lunaire-Griquet
- St. Mary’s
- St. Pauls
- St. Shott’s
- St. Vincent’s-St. Stephen’s-Peter’s River
- Stephenville Crossing
- Summerford
- Sunnyside

### T
- Terra Nova
- Terrenceville
- Tilt Cove
- Tilting
- Traytown
- Trepassey
- Trinity
- Trinity Bay North
- Triton
- Trout River

### U
- Upper Island Cove

### V
- Victoria

### W
- Wabush
- West St. Modeste
- Westport
- Whitbourne
- Whiteway
- Winterland
- Winterton
- Witless Bay
- Woodstock
- Woody Point

### Y
- York Harbour